# Mare Humboldtianum

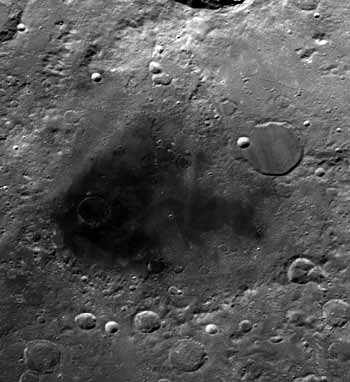
Mare Humboldtianum

Mare Humboldtianum (Latijn: zee van Humboldt) is een mare aan de noordoostelijke rand van de naar de Aarde toegekeerde kant van de Maan.

## Beschrijving
Mare Humboldtianum is een kleinere mare (273 kilometer in doorsnee). De mare ligt in een gelijknamig inslagbekken, dat veel groter is (600 km in diameter) en dateert uit het tijdperk Nectarium. Het vloedbasalt dat de mare vormt komt uit het Laat Imbrium. In het zuidoosten van de mare ligt een lichter gekleurde heuvelrug binnenin het inslagbekken. Ejecta uit de inslagkrater Bel'kovich liggen gedeeltelijk over de mare heen en de krater Bel'kovich A ligt over de zuidwestelijke rand van Bel'kovitch een deel van de mare heen.

## Locatie

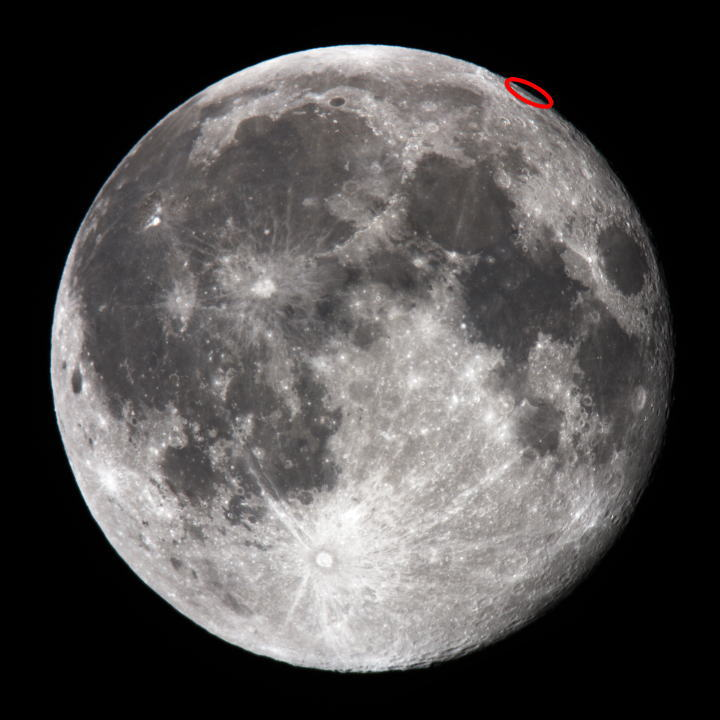
De locatie van Mare Humboldtianum

Mare Humboldtianum bevindt zich ten oosten van Mare Frigoris, aan de noordoostelijke rand van de Maan en loopt door tot de onzichtbare kant van de Maan. Vanwege deze positie aan de rand van de Maan is de zichtbaarheid van de mare afhankelijk van de libratie, soms is de mare vanaf Aarde niet direct zichtbaar. De opvallend donkere walvlakte Endymion ten zuidwesten van Mare Humboldtianum kan als gids gebruikt worden om met behulp van een telescoop op zoek te gaan naar deze relatief moeilijk zichtbare mare.

## Naamgeving
De benaming Mare Humboldtianum is door Johann Heinrich von Mädler gegeven en genoemd naar de Duitse ontdekkingsreiziger Alexander von Humboldt. Eerder gaven Michael van Langren, Johannes Hevelius, en Giovanni Battista Riccioli er respectievelijk de benamingen Pappi , Palus Amadoca , en Zoroaster  aan.